# Chiesa della Compagnia del Corpus Domini (Montefollonico)
La chiesa della Compagnia del Corpus Domini è un edificio sacro di recente ristrutturazione situato in piazza Cinughi a Montefollonico, nel comune di Torrita di Siena.

## Storia e descrizione
Risalente molto probabilmente al XV secolo, contiene affreschi settecenteschi raffiguranti la Passione di Cristo con angeli adoranti e una tavola, posta sull'altare, che propone una deposizione della Croce attribuita alla scuola di Luca Signorelli.